# Академичен ансамбъл за песни и танци на Националната гвардия на Руската федерация
Академичният ансамбъл за песни и танци на Националната гвардия на Руската федерация (на руски: Академический ансамбль песни и пляски войск национальной гвардии Российской Федерации), известен преди като Ансамбъл на МВД, е официален академичен ансамбъл на Националната гвардия на Русия (Росгвардия) и Министерството на вътрешните работи на Руската федерация (Министерство внутренних дел России). Създаден през 1939 г., ансамбълът продължава традицията на хорове и балети на съветската Червена армия с певци, музиканти и танцьори.

## История
Ансамбълът на МВД е роден, за да служи и поддържа съветската държава (СССР).
Ансамбълът „Александров“ под патронажа на Министерството на отбраната е основан през 1928 г., а ансамбълът към Министерството на вътрешните работи през 1939 г., но е разпуснат до 1974 г.
Ансамбъл МВД е създаден през 1939 г. под ръководството на Александър Васильович. Генерал Виктор Елисеев пресъздава ансамбъла през 1974 г., когато се присъединява като ръководител на хора, след което става директор на Ансамбъла на МВД през 1985 г.
От 80-те години на миналия век Ансамбъл МВД концертира на всички континенти след модернизиране на репертоара си. Ансамбъл МВД има реализирани повече от седем хиляди представления на няколко езика и повече от 20 милиона зрители по целия свят. По този начин ансамбъл МВД се вижда на срещна с папа Йоан Павел II в Рим или на откриването на Летните олимпийски игри през 1980 г. в Москва.
През 2014 г. ансамбълът и хорът на МВД откриват Зимните олимпийски игри в Сочи по искане на техния френски продуцент Тиери Волф, пеейки кавър на песента на „Дафт Пънк“ Get Lucky.

## Генерал Виктор Елисеев
Виктор Елисеев е роден на 9 юни 1950 г. в Москва. Той се присъединява към корпуса на Министерството на вътрешните работи през 1973 г. и става директор на Червеноармейския хор на МВД през 1985 г.

## Дискография
| Турне 2013                                                                               |                                 | 2013 |                  |
| Ансамбль Песни И Пляски Внутренних Войск МВД СССР                                        | Мелодия                         | 1990 | LP, акбум        |
| Йосиф Кобзон и Академический Ансамбль Песни и Пляски Внутренних Войск МВД России         | ZeKo Records                    | 1997 |                  |
| Академический Ансамбль Песни и Пляски Внутренних Войск МВД России                        | Неофит                          | 2003 |                  |
| Joe Dassin Chante Avec Академический Ансамбль Песни и Пляски Внутренних Войск МВД России | Warner Music Russia, Sony Music | 2015 |                  |
| Chœurs Traditionnels Russes                                                              | Мелодия                         | 1994 | CD, компилация   |
| Kalinka                                                                                  | Castle Pulse                    | 2003 | 2×CD, компилация |